# Triniochloa stipoides
Triniochloa stipoides là một loài thực vật có hoa trong họ Hòa thảo. Loài này được (Kunth) Hitchc. miêu tả khoa học đầu tiên năm 1913.